# Вулиця Петра Сагайдачного (Київ)
Ву́лиця Петра́ Сагайда́чного — вулиця у Подільському районі міста Києва, місцевість Поділ. Пролягає від Поштової до Контрактової площі.
Прилучаються Боричів узвіз, вулиці Ігорівська, Андріївська і Борисоглібська.

## Історія
Вулиця була прокладена у 1810-х роках, внаслідок перепланування та забудови Подолу після пожежі 1811 року, та отримала назву на честь імператора Олександра І — Олександрівська. Вона складала єдину вулицю разом з нинішніми Володимирським узвозом і вулицею Михайла Грушевського. Забудована та впорядкована в 1830–1840-х роках. З березня 1919 року — частина вулиці Революції, з грудня 1934 року — вулиці Кірова. З 1944 року становила частину Володимирського узвозу. У 1955 році її було виділено в самостійну вулицю - вулицю Жданова, на честь радянського партійного і державного діяча А. О. Жданова. Сучасна назва на честь козацького гетьмана Петра Конашевича-Сагайдачного — з 1989 року.

## Історичні будівлі та пам'ятки архітектури
Вулицю було прокладено після пожежі 1811 року, частково на місці старої Різдвяної вулиці, на якій у свої чергу розташовувалась кірха Святої Катерини.
На розі вулиці Сагайдачного і Поштової площі розташована церква Різдва (1810—1814, архітектор А. І. Меленський); поруч — станція метро «Поштова площа», фунікулер.
Збереглося багато будинків XVIII—XIX ст. Серед них — будинки заможних київських міщан Балабух (№ 27а, 27б; кінець XVIII — 1830-ті рр.), будинок майстра-золотаря Коробки Федора (№ 20; 1830; архітектор Людвік Станзані), кам'яниця № 22/1, № 21, 23, 25/3, 27, 29, 31, 35, 37, 41 (XIX ст.).
Будинок № 24 — кам'яниця торговельно-житлового призначення, споруджена, імовірно, на початку 1820-х років та ґрунтовно перебудована в 1936—1937 роках за проєктом арх. Павла Савича під універсальний магазин Воєнторгу (у 1950-х—2000-х роках — Подільський універмаг). Пам'ятка архітектури місцевого значення (наказ Головного управління охорони культурної спадщини КМДА № 53 від 25 вересня 2006 року).
Будинок № 41 — пам'ятка архітектури місцевого значення. Споруджений 1820—1821 у стилі класицизм, спочатку одноповерховий, у 1837—1840 роках надбудовано другий поверх та зроблено прибудови з боків теперішньої вулиці Петра Сагайдачного та Контрактової площі за проєктом Людвика Станзані. У 1986—1991 пам'ятку було відреставровано та частково реконструйовано з улаштуванням світлового ліхтаря над двоярусним торгівельним простором (арх. В. П. Шевченко).
З 1896 року вулицею курсував перший у Російській імперії трамвай, що сполучив центр міста з Подолом. Колію демонтовано 1977 року. Проїзну частину вулиці реставровано 1977 року.
У травні 1982 року з нагоди 1500-річчя від заснування Києва у приміщенні старого особняка Балабух відкрили кав'ярню «Запоріжжя». Кам'яниця належала родині купців Балабух, кілька поколінь якої займалися виробництвом відомого у ХІХ — на початку ХХ сторіччя «київського сухого варення» (цукатів).
Кав'ярня було подарунком до свята від Запоріжжя. Запорізькі художники розробили одяг для офіціантів і метрдотелів, дизайн серветок, скатертин, посуду і гобеленів («Старий Київ», «Козак Мамай»). «Запоріждерев» виготовив для кав'ярні комоди, різьблені стільці, столи. Біля входу встановили скульптурну скульптурну групу «Запорожці».
Сучасний вигляд вулиці майже не відрізняється від початкової забудови XIX століття. Вулиця забудована переважно двоповерховими будинками. Перед Гостиним двором встановлено пам'ятник Петру Сагайдачному. У 2004 році була відбудована церква Різдва.

### Утрачені пам'ятки
- Буд. № 4 (на розі з Боричевим узвозом): колишній готель «Дніпровський порт» (за іншими даними, готель «Сербія»), де в 1894—1896 жив російський письменник О. І. Купрін. Тут він готував свою першу книгу — цикл нарисів «Київські типи»[10]. Будинок було знесено в середині 1970-х років під час прокладання лінії метрополітену у відкритий спосіб. Відновлено (відтворено) за первісним проєктом у 1978—1982 роках. Будинок Г-подібний в плані, наріжний, цегляний, тинькований, триповерховий, з проїздом на подвір'я. Дах двосхилий, з металевим покриттям. Фасади потиньковані, пофарбовані.[11] У 1985 тут було встановлено  меморіальну дошку з барельєфним портретом письменника (ск. А. В. Кущ, арх. П. П. Купрій). Хоча наявний будинок уже не є автентичною пам'яткою, у 2009 наказом Міністерства культури і туризму України його було взято під охорону як пам'ятку історії, охоронний номер 546-Кв.[12] Наразі в будівлі міститься Державна аудиторська служба України.
- Буд. № 16/5: будинок купця Дегтерьова, також відомий як Хлібна крамниця. Споруджений у 1825—1830  (за іншими даними — 1821[13]) на замовлення промисловця Миколи Давидова [14] за креслениками з альбому зразкових фасадів, затверджених 1812 року. Пізніше перейшов у власність родини купців Дегтерьових, які відкрили тут крамницю залізних виробів (з 1898 — у власності спадкоємців М. П. Дегтерьова). За весь час існування будівля, споруджена під магазин, не змінювала своїх функцій: протягом 1920-х—90-х років у ній діяла хлібна крамниця, у 2011—2012 — модний бутик. Незважаючи на незначні перебудови (поділ на два поверхи на початку ХХ ст., зміна окремих елементів), будинок зберіг зовнішній вигляд, близький до первісного. У 1985 його капітально відремонтували. Двоповерховий, цегляний, тинькований, у плані прямокутний. Дах вальмовий, з бляшаним покриттям. Оздоблений у стилі класицизм. Вуличні фасади мають великі аркові вікна-вітрини (три на вул. П. Сагайдачного і два на вул. Андріївській), яким на дворових фасадах відповідають пласкі аркові ніші. Простінки оздоблено конховими нішками, над якими розміщено прямокутні фільонки. Споруда була унікальною пам'яткою архітектури торговельного призначення 1-ї чверти ХІХ ст.[15] Від часу закриття на реставрацію (2012) пам'ятка стояла, закрита банером та будівельною сіткою. Зруйновано 6 березня 2025 року попри чинний охоронний статус пам'ятки архітектури та містобудування місцевого значення (наказ Міністерства культури і туризму України від 13.07.2009 № 521/0/16-09, охоронний номер № 199/1-Кв)[16].
- Буд. № 18: кінотеатр (синемотеатр) «Арс» (1909), з 1922 — кінотеатр «Буревісник». Одноповерховий, дерев'яний. Закритий у середині 1970-х у зв'язку з прокладанням Оболонсько-Теремківської лінії метрополітену. Будівлю знесено в березні 1987 року. На цьому місці зараз — 1-ша черга офісно-житлового комплексу Saga City Space (2018—2020).

## Зображення

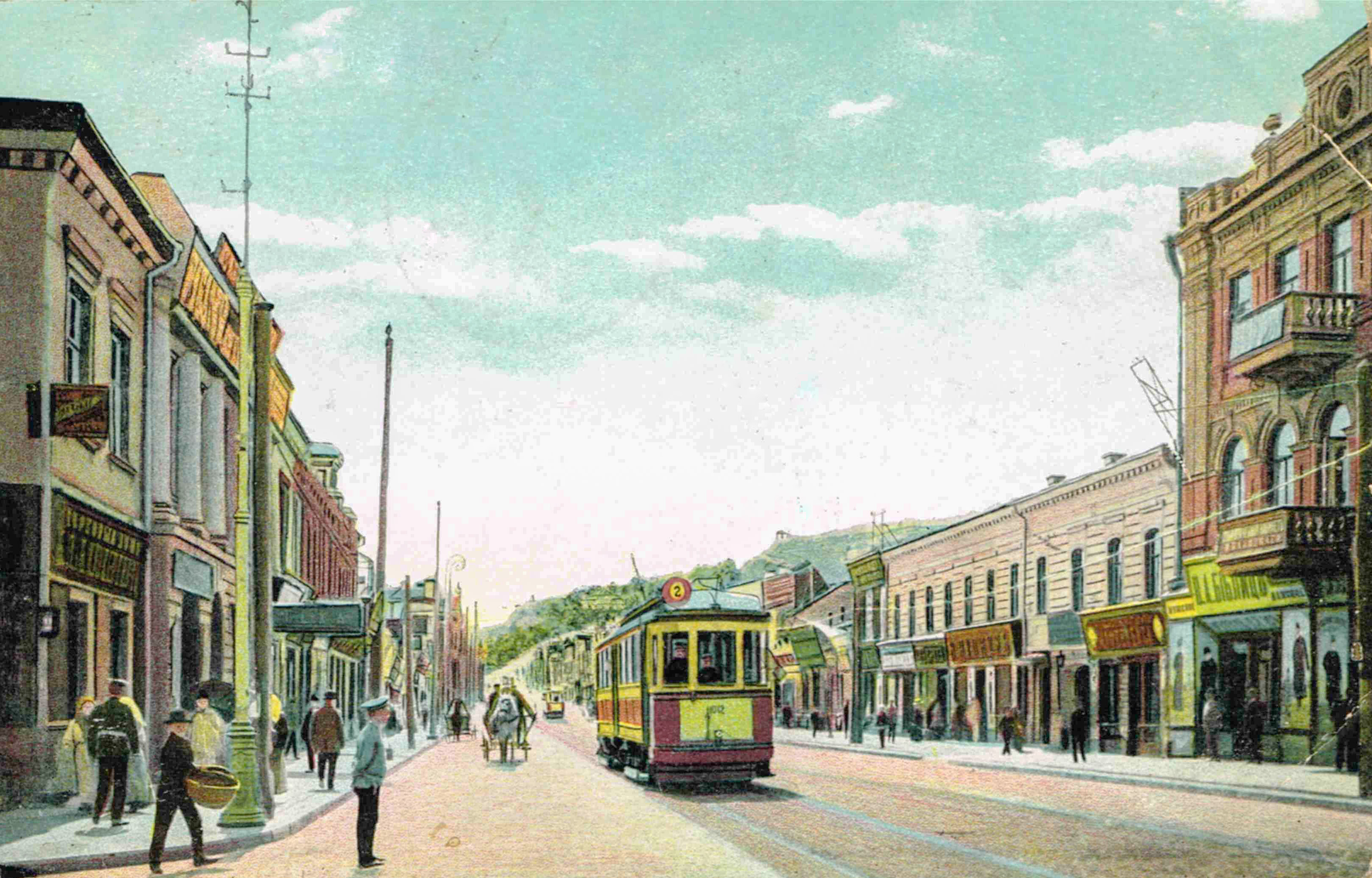
Уздовж вулиці пролягала трамвайна колія. Фото 1905 року
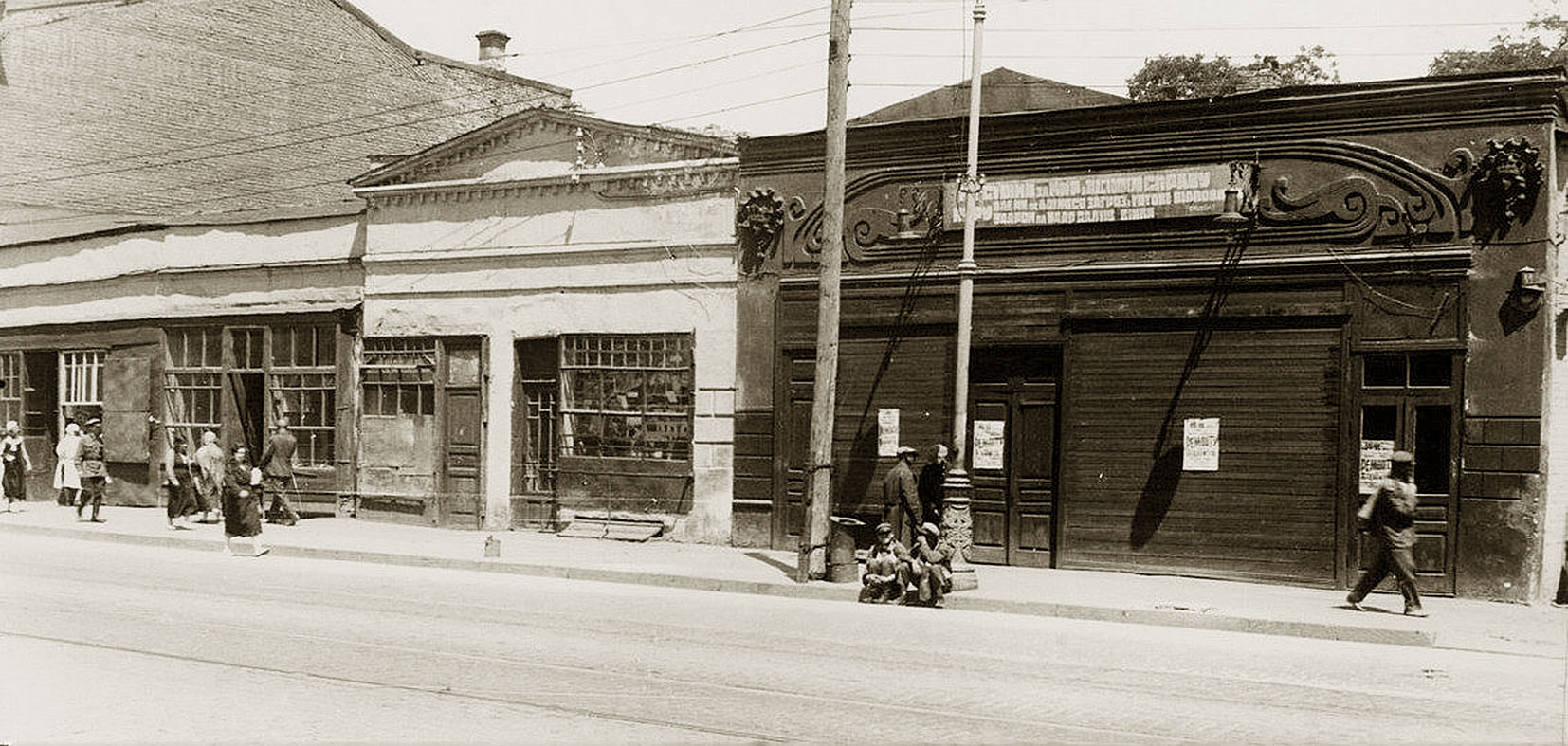
Кінотеатр «Буревісник» (буд. № 18, праворуч) та буд. № 18-А; обидва не збереглися. Фото 1934 року
Анотаційна дошка на будинку № 41
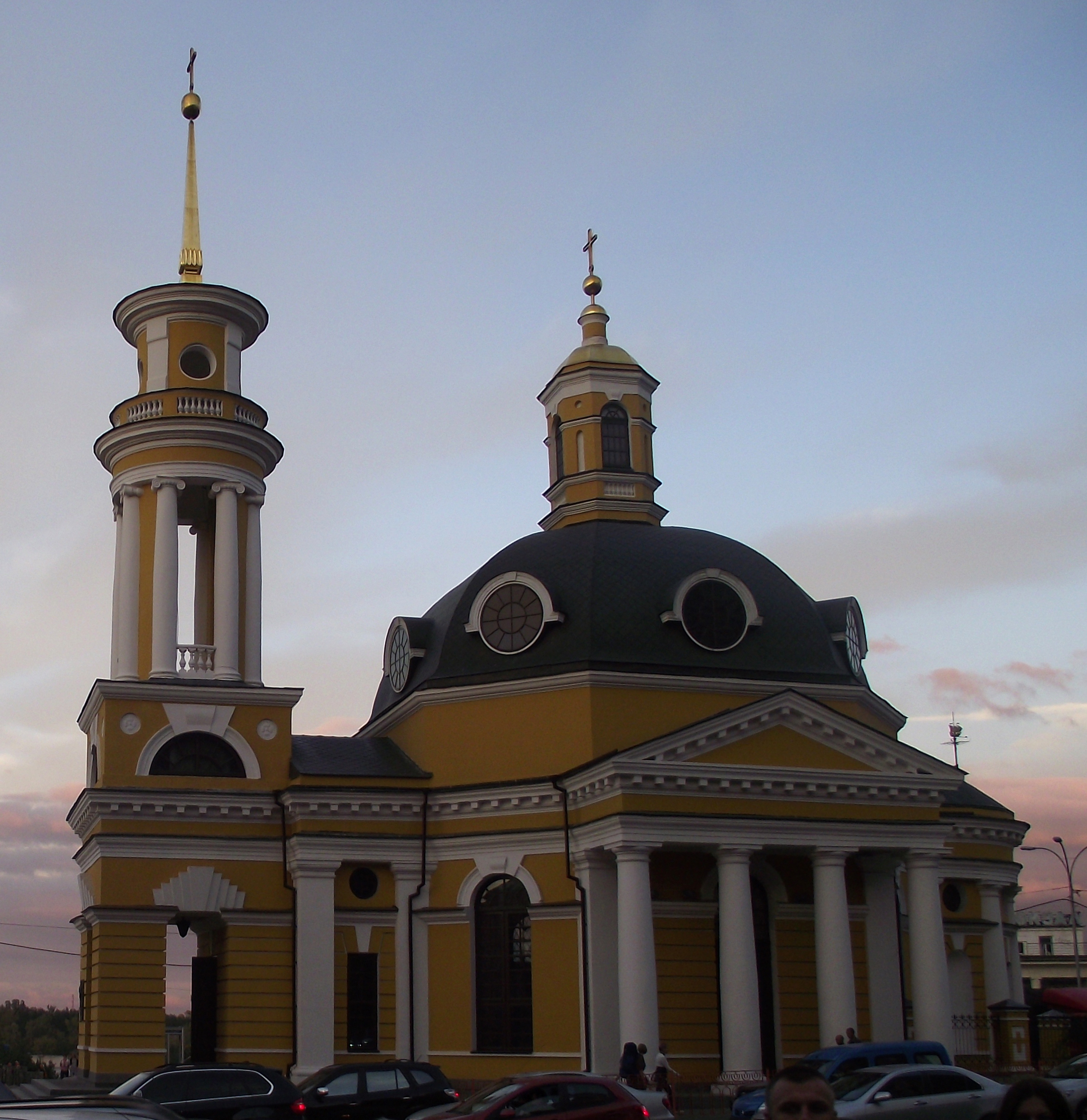
Церква Різдва Христового
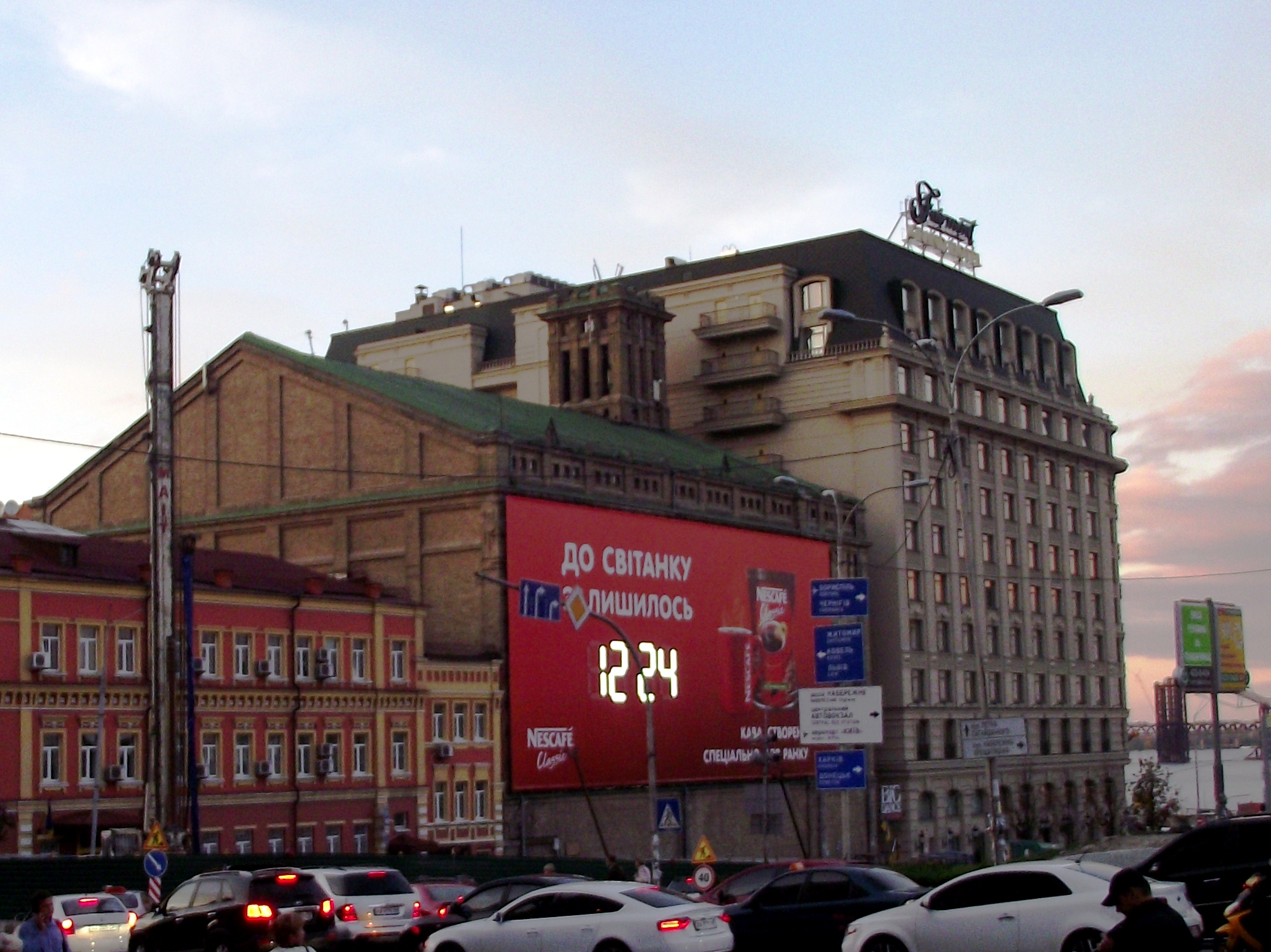
Будинок готелю «Дніпровський порт», у якому в 1894—1896 рр. мешкав письменник О. І. Купрін (зліва)
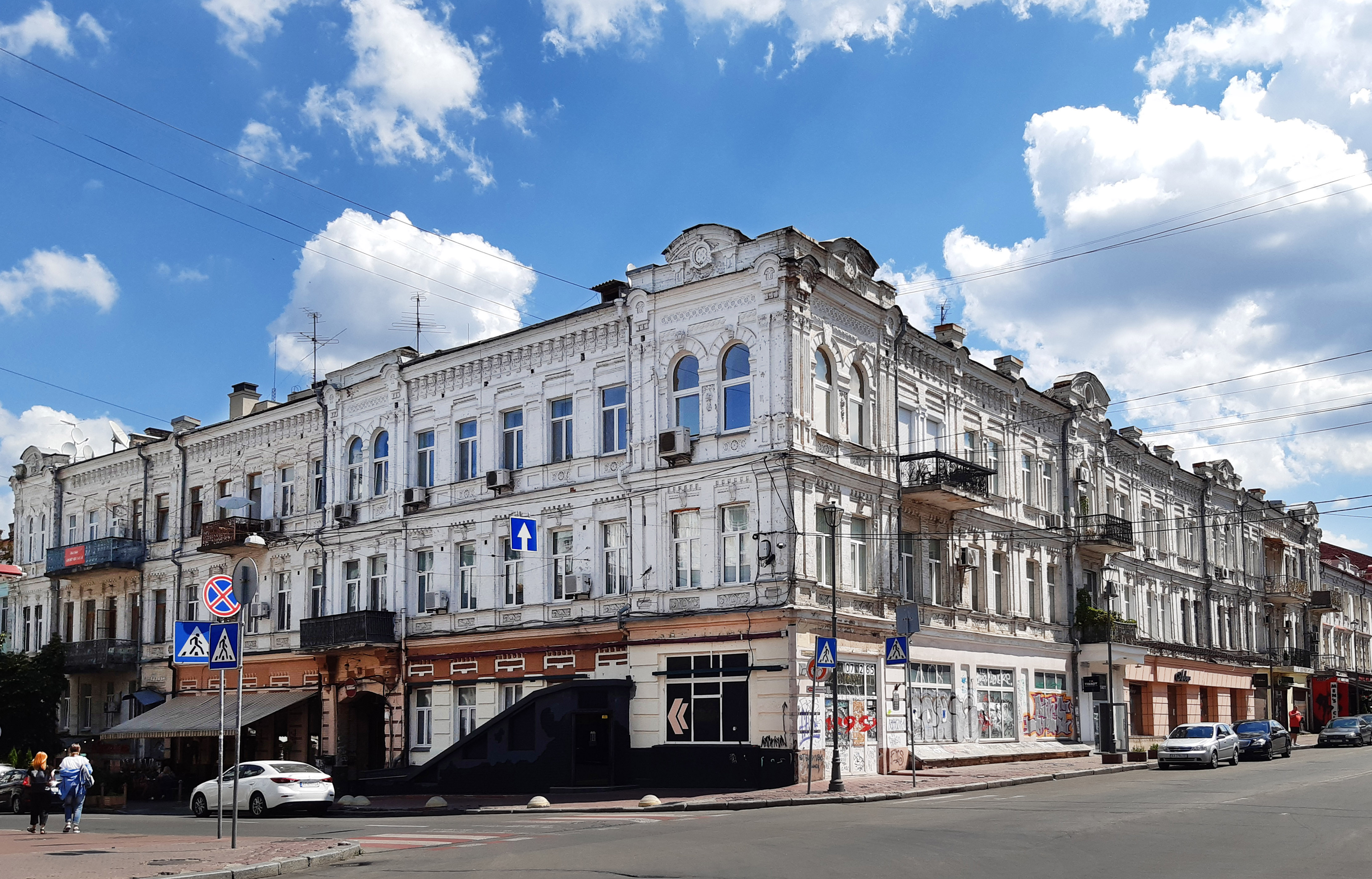
Буд. № 8
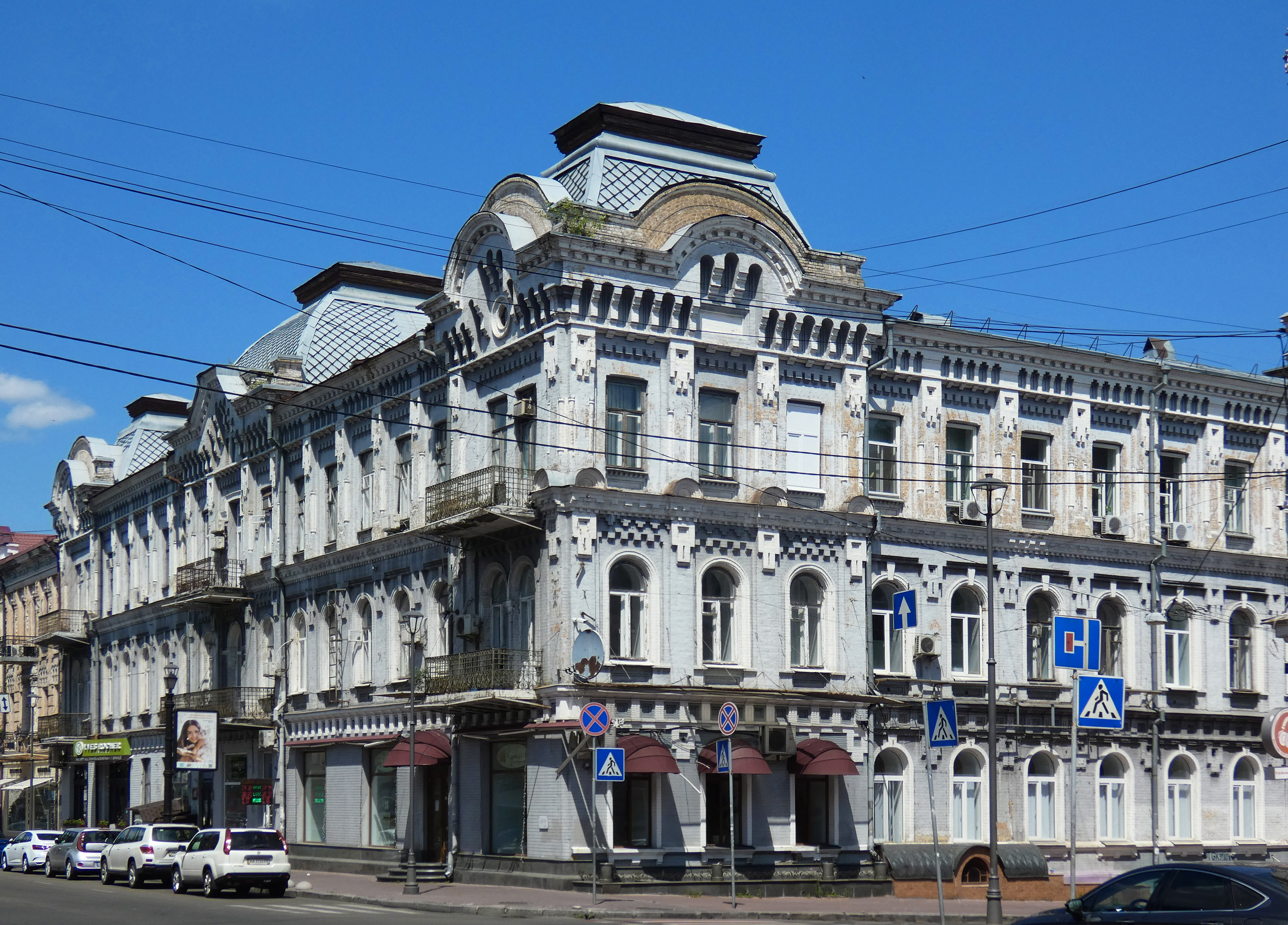
Буд. № 10/5
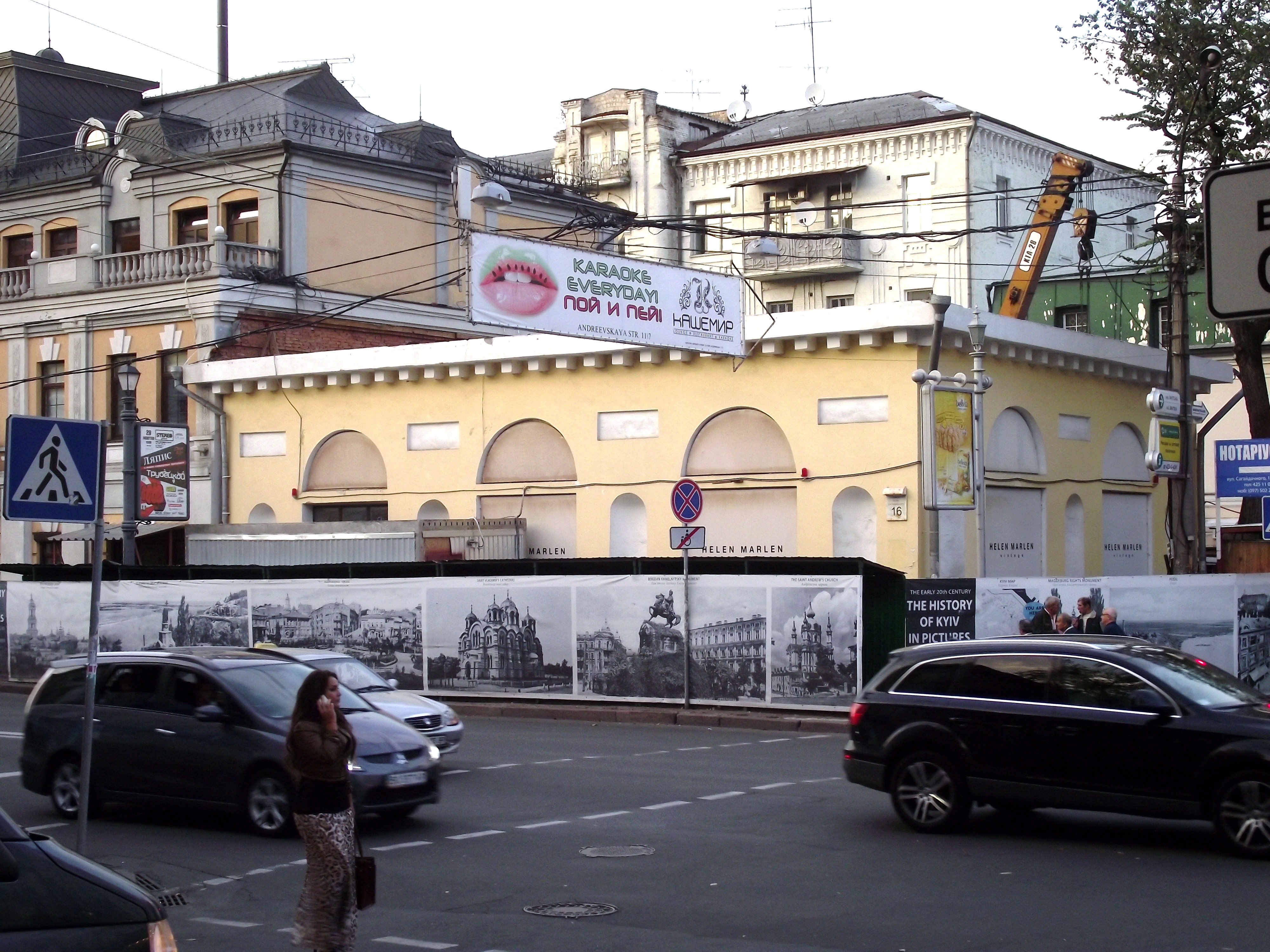
Буд. № 16/5 (не зберігся). Фото 2012 року
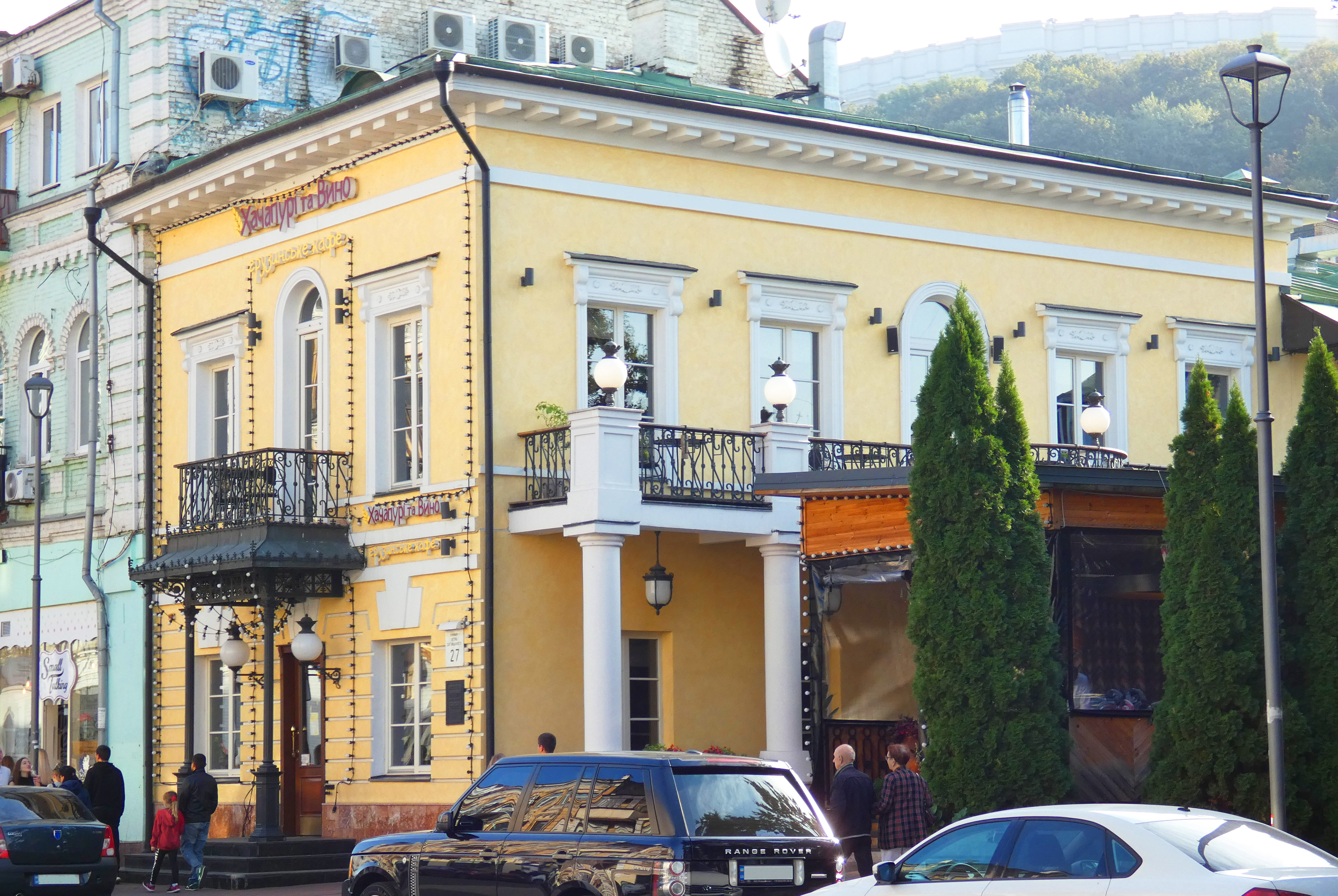
Садиба Балабух (буд. № 27)